# Шимшек, Мехмет
Мехмет Шимшек (тур. Mehmet Şimşek; род. 1 января 1967, Arıca, Батман, Турция) — турецкий политик и экономист.

## Биография
Родился 1 января 1967 года в небольшом селении, расположенном в иле Батман. По национальности — курд.
В 1988 году получил в Анкарском университете степень бакалавра наук в области экономики. Затем работал там же. Выиграл грант на обучение в Эксетерском университете. Окончил его в 1993 году с докторской степенью в области финансов и инвестиций. В 1993—1997 годах работал экономистом в американском посольстве в Анкаре. Затем около года работал на компанию UBS Securities. В 1998—2000 годах работал в стамбульском отделении «Deutsche-Bender Securities». Помимо этого, в течение семи лет работал экономистом в лондонском отделении банка «Merrill Lynch».
В 2007 году Щимшек был избран членом Великого национального собрания от Партии справедливости и развития. Переизбирался в 2011, июне и ноябре 2015 года. В 2007—2009 годах занимал пост государственного министра. В 2009—2015 годах занимал пост министра финансов. В 2015 году был назначен на пост вице-премьера.

### Личная жизнь
Женат, трое детей: две девочки и мальчик. Помимо турецкого владеет английским и курдским языками.